# Samokat
Samokat es un servicio ruso de entrega rápida de alimentos y artículos para el hogar. Fundada en 2017, fue el primer operador de tiendas oscuras del país. En 2022, Samokat poseía alrededor de 1.100 tiendas oscuras en 49 ciudades y gestionaba el 35% de las entregas de este tipo en toda Rusia.

## Historia
Samokat fue fundada por el exejecutivo de Yota y Pochta Rosi, Rodion Shishkov, y el director general adjunto de Magnit, Slava Bocharov. Los dos socios comerciales fueron presentados a principios de la década de 2010 por Ilya Oskolkov-Tsentsiper y cooperaron en la transformación digital del Correo Ruso. Utilizaron por primera vez el modelo de entrega de dark stores en el proyecto de 2017 Smart.Space que mejoró la comodidad del servicio en centros de negocios y urbanizaciones y ofrecía una entrega en 15 minutos de una variedad limitada de alimentos y artículos para el hogar a través de su tienda de aplicaciones Magazinchik. A finales de 2017, Magazinchik se dividió en una aplicación separada (y pasó a llamarse "Samokat" en abril de 2019), que se convirtió en el primer servicio especializado en entrega rápida en Rusia.
Con 2,5 millones de dólares en financiación de fundadores e inversores privados, a finales de 2018, la empresa creció a 5 dark stores en San Petersburgo, que gestionaban 8.000 entregas mensuales. En junio de 2019, Samokat recibió una inversión de 10 millones de dólares de la rama de inversión de PIK Group, PIK Investments, que permitió a la empresa iniciar operaciones en Moscú y abrir 70 dark stores más. A finales de 2019, Samokat realizó más de 100.000 entregas cada semana. El mercado de entrega rápida se disparó durante la pandemia de COVID-19: en mayo de 2020, Samokat alcanzó 1 millón de entregas mensuales, superando a otras aplicaciones de entrega y minoristas tradicionales que ofrecían servicios de entrega. Mientras tanto, en abril de 2020, una empresa conjunta de Mail.ru Group y Sberbank adquirió una participación del 75,6% en Samokat. De 2020 a 2022, la compañía expandió sus operaciones a 39 ciudades y abrió hasta 1000 dark stores.

### Buyk
Tras el éxito de Samokat en Rusia, Shishkov y Bocharov lanzaron una empresa de entrega de dark stores con sede en Estados Unidos, Buyk, que utilizaba partes del backend tecnológico de Samokat. La empresa contó con el apoyo de Fort Ross Ventures y el fondo de riesgo LVL1 de Lev Leváyev. Buyk comenzó a operar en la ciudad de Nueva York en septiembre de 2021 y en Chicago en diciembre de 2021. En el momento en que Rusia lanzó la invasión a gran escala de Ucrania, Buyk estaba entre las rondas de financiación y dependía totalmente de la financiación puente de sus fundadores. El 17 de marzo de 2022, la empresa se declaró en bancarrota.

## Modelo de negocio
Samokat opera una red de dark stores (de 180 a 220 m2) en zonas densamente pobladas. El radio operativo medio de las dark stores es de 1,5 km, lo que permite la entrega de los pedidos en 15 o 30 minutos (dependiendo de las circunstancias locales). Los pedidos se realizan en las aplicaciones móviles, son empaquetados por el personal de la dark store y se entregan por mensajeros en bicicleta. En 2022, la empresa abrió varias grandes dark stores (hasta 450m2) en Moscú y San Petersburgo para entregar pequeños pedidos al por mayor.
Samokat ofrece los mismos productos que las tiendas de conveniencia: comestibles, pasteles, carne, verduras, artículos para el hogar, artículos para bebés y alimentos para mascotas. Para 2022, la compañía ofreció alrededor de 800 SKU de marca propia, incluidos alimentos sin gluten y alternativos, que totalizaron el 20% de los ingresos. En 2022, Samokat se asoció con la Asociación Rusa de Alimentos Alternativos para ampliar su línea de productos vegetarianos con carne, pescado, preparados de carne y pasteles alternativos elaborados sin productos animales.
Las tiendas oscuras regulares ofrecen 2.500 SKU, las grandes tiendas oscuras ofrecen 1.000 SKU de productos al por mayor. Samokat también entrega una variedad más amplia de productos desde sus grandes almacenes con 5.000 SKU a través de las tiendas oscuras en un par de horas. En 2022, la compañía lanzó una tienda en línea separada con más de 7,000 SKU de productos de belleza y una red social para profesionales de la belleza.
El backend tecnológico de Samokat incluye un sistema de gestión de tiendas (que monitorea los restos de mercancías y las fechas de vencimiento y ayuda al personal de las tiendas oscuras a empaquetar los pedidos) un sistema de predicción de carga que calcula el número de pedidos futuros en función del comportamiento del cliente y otros factores (como el clima y las obras viales), y un sistema de control de entregas para administrar una gran red distribuida de mensajeros.

## Compañía
Samokat está controlada por O2O Holding, centrada en el comercio electrónico, propiedad parcial de Sberbank (que tiene una participación inferior al 50%). Shishkov, Bocharov y la alta dirección de la empresa tienen acciones minoritarias.
Para 2022, Samokat operaba 1092 dark stores (+120% de crecimiento interanual) en 49 ciudades rusas, siendo la red de dark stores más grande de Europa (y Estados Unidos), solo superada por su contraparte china Missfresh. A diciembre de 2022, empleaba a más de 30.000 personas, entre personal y contratistas independientes, como mensajeros.
En 2021, Samokat entregó 70 millones de pedidos (+300% en comparación con 2020). Solo en agosto de 2022, Samokat realizó 10,5 millones de entregas (el 15% de los resultados de 2021), gestionando efectivamente alrededor del 35% de todas las entregas rápidas en Rusia. Según los informes, en 2021, Samokat obtuvo unos ingresos de 42,4 mil millones de rublos (+320% de crecimiento interanual).